# Affaire Cheynet de Beaupré
Pour les articles homonymes, voir Cheynet et Beaupré.
L'affaire Cheynet de Beaupré est une affaire de falsification d'actes d'état civil et d'archives nationales, et de créations de faux documents, depuis les années 1980.
Elle est devenue une affaire majeure dans le milieu de la généalogie et a été portée à la connaissance du grand public à travers plusieurs articles et ouvrages à partir de 2018, année où cette falsification d'état civil a été reconnue par la justice.

## Origines
Inconnu jusqu'aux années 1980, le nom Cheynet de Beaupré a fait son apparition dans plusieurs ouvrages et organismes de référence.
Une lettre envoyée à Henri Tribout de Morembert datant du 19 avril 1983, présente à la Bibliothèque nationale de France (BNF) sous la côte FRBNF44403033 est signée par un certain « comte de Beaupré ».
L'édition 1983 du Bottin mondain voit apparaître pour la première fois le nom de famille « Cheynet de Beaupré » pour une notice consacrée à Jean-Marc Cheynet de Beaupré. En 1985, le Bottin mondain contient deux notices au nom de « Cheynet de Beaupré ».
et en 1992, la famille s'agrandit avec cinq notices.
Le 5 novembre 1985, le procureur de la République de Privas corrige une partie des actes d'état civil de la famille Cheynet en les renommant Cheynet de Beaupré. Cette correction fait suite à la demande du père de Marc Cheynet, après qu'il avait reçu deux refus successifs du procureur de la République de Lyon.

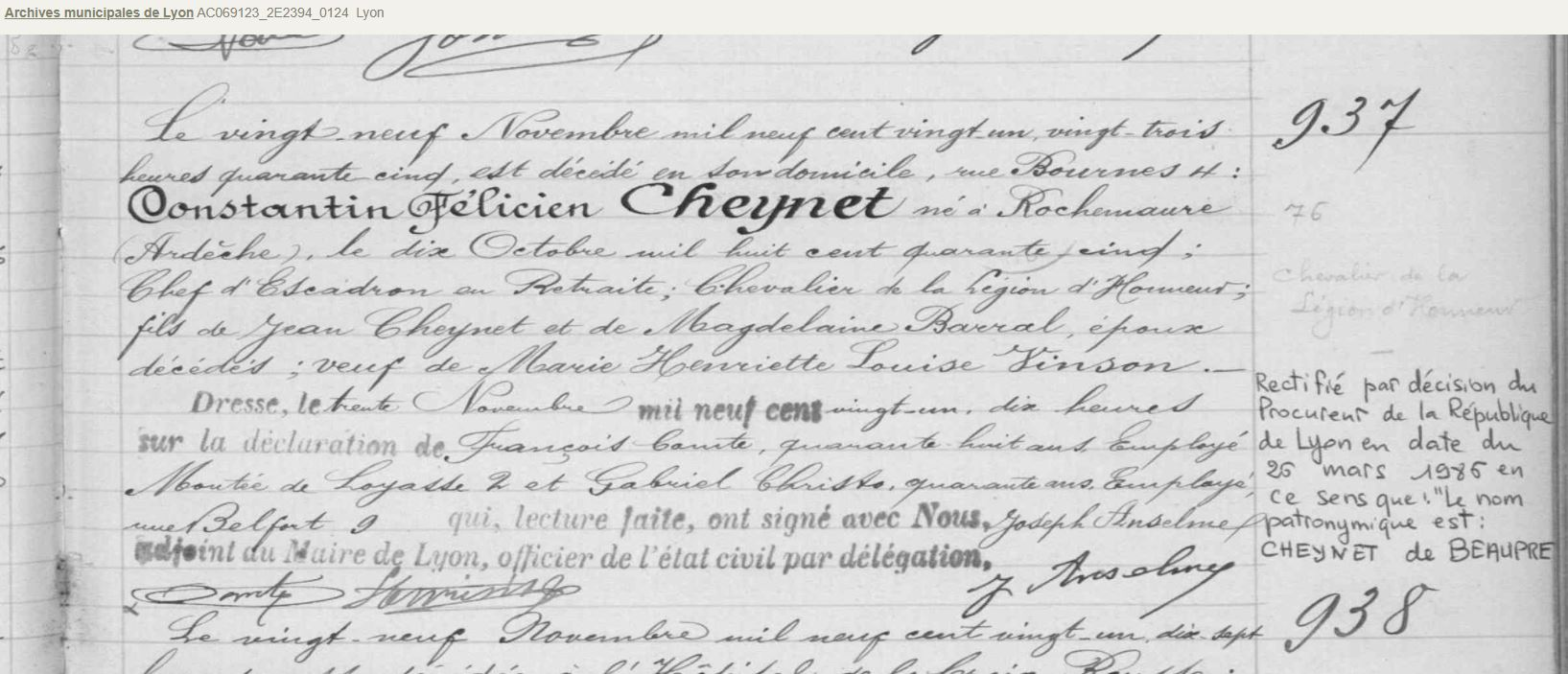
1921.11.29 - Acte de décès de Constantin Cheynet (1845-1941), rectifié en 1986.

Une première admission à la Société des Cincinnati est obtenue en 1987 pour Bertrand Cheynet de Beaupré. Puis, en 1988, Marc Cheynet de Beaupré obtient son admission. Enfin, en 1991, une nouvelle admission est enregistrée avec Jean-Jacques Cheynet de Beaupré.
Sur la base des actes rectifiés ainsi que de nombreux actes falsifiés, Marc Cheynet de Beaupré se fait admettre à l'Association d'entraide de la noblesse française (ANF) le 9 juin 1989, puis au Jockey Club de Paris le 15 mai 1991. La commission des preuves de l'ANF reconnaît ensuite son erreur et s'être fait duper,. Il a démissionné du Jockey Club en 2022.
Dans le volume dix-huit de l'État présent de la noblesse française subsistante, paru en décembre 1990, ouvrage de Michel Authier et Albert Galbrun qui fait autorité, une notice de huit pages apparaît sur la famille Cheynet de Beaupré.
En 1994, une pleine page présente Marc Cheynet de Beaupré dans la revue Point de vue, spécialisée dans l'actualité des familles royales.
L’édition 2007 du « Valette », l’ouvrage de Régis Valette (1927-2015), comporte une notice « Cheynet de Beaupré ».
Le document en ligne La Noblesse Française d'Arnaud Clément indique que le nom Cheynet de Beaupré « n'a jamais existé avant 1985 et qu'il résulte de falsifications contemporaines de l'état civil ».

## Dégradations de documents officiels

### Aux archives départementales de l'Ardèche
Entre 1980 et 2011, les archives départementales de l'Ardèche constatent que 187 pages des registres de l'état civil ont été arrachées dans les registres, dont la plupart concernent le nom « Cheynet ».

### À la mairie de Rochemaure
Le 29 mars 2018, la mairie de Rochemaure (Ardèche) fait constater par huissier de justice la contrefaçon de tous les actes de l'état civil « Cheynet de Beaupré » et porte plainte contre X auprès du procureur de la République de Privas.
La commune, ses monuments et ses registres d'état civil ont fait l'objet de plusieurs actes de vandalisme, de destructions ou de falsification. Les faits se sont produits depuis 1980 jusqu'à 2011 au moins. Des faits de contrefaçon sur le nom « Cheynet » ont été constatés sur la copie des registres détenue par la commune, avec l'ajout systématique du nom « de Beaupré »,,.
Cela a créé une situation ubuesque à Rochemaure « pour le généalogiste qui ne trouve pas les mêmes actes selon qu’il fait ses recherches sur place ou sur Internet » : les registres d'état civil sont rédigés en deux exemplaires, dont certains ont été microfilmés dès 1960, donc bien avant les falsifications. La comparaison des registres entre eux et avec les microfilms a permis de retrouver quasiment tous les actes d'origine et de reconstituer la descendance réelle d'Antoine Cheynet (1765-1836).

### Aux archives nationales
La directrice des Archives nationales fait un signalement au procureur de la République de Bobigny en septembre 2018 : un individu a falsifié un plan du XVIIIe siècle de l'église de Rochemaure conservé aux Archives nationales. La mention « chapelle de M. Cheynet de Beaupré » a été ajoutée.

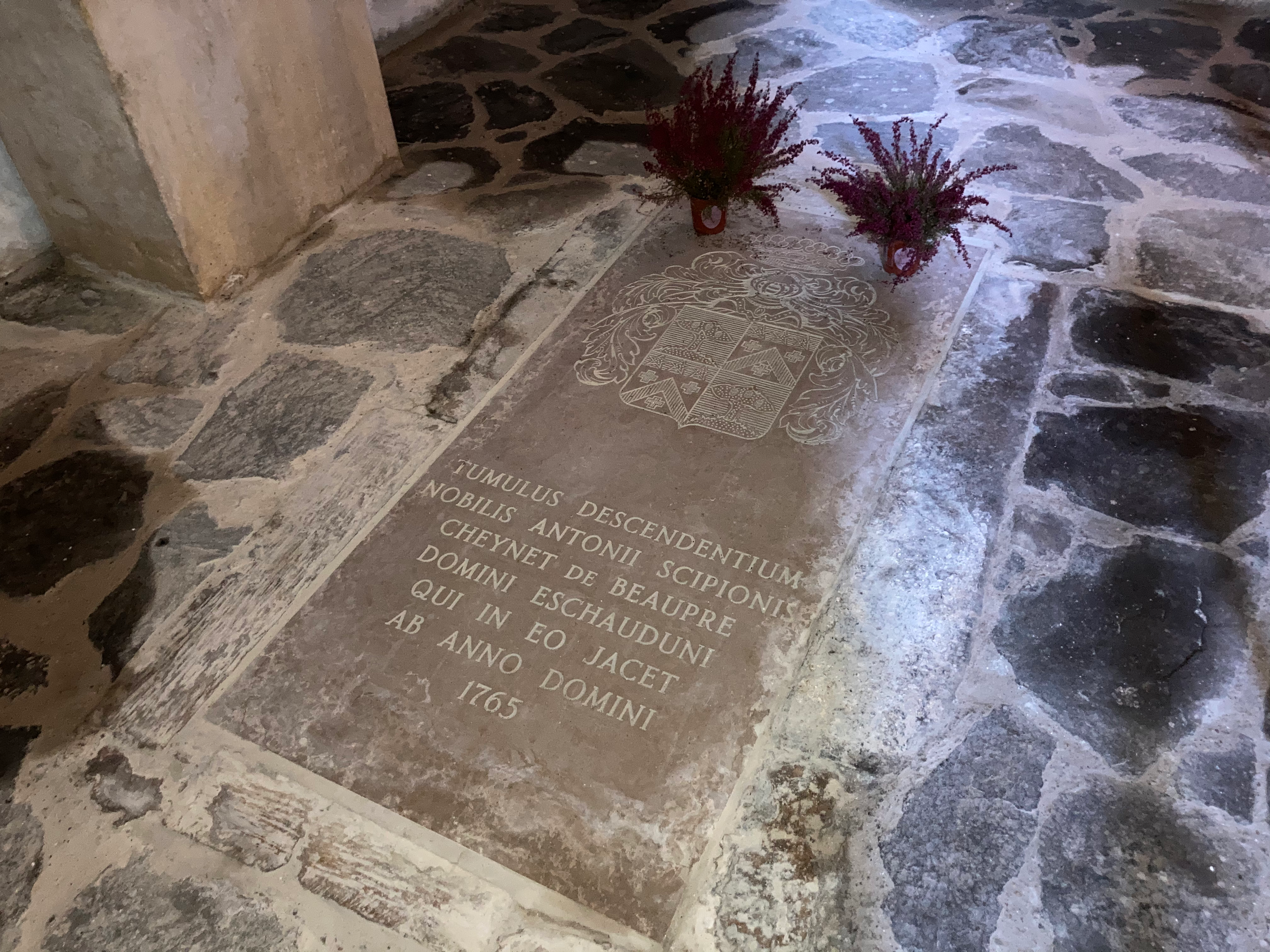
Stèle "Cheynet de Beaupré", dans la chapelle Notre-Dame des Anges à la suite de sa profanation.

Un ouvrage de 1958 indique que cette chapelle est en fait l’ancienne chapelle Saint-Jean-Baptiste, devenue par la suite le lieu de sépulture de la famille La Blache.

## Fabrications de faux documents

Blason de la famille Cheynet de Beaupré : écartelé : 1 et 4 d’azur au chêne d’or terrassé de même et englanté de gueules ; 2 et 3 d’argent au chevron de gueules accompagné de 3 croisettes de sable 1 et 2, au chef d’azur chargé de 3 étoiles d’or.

Durant la même période, de faux documents, voire des documents complètement inventés, ont été publiés, tel ce blason téléversé en 2009 dans la base Commons et présenté comme celui des « Cheynet de Beaupré ». Mais, en France, chacun est libre de se doter d’un blason. 
De même, ont été utilisés comme pseudo-preuves, un bref papal de 1904 qui s'avère être un faux, et le passage inventé de Constantin Cheynet (1845-1941) au collège d'Eton en Angleterre.

## Poursuites judiciaires
Des actions ont été intentées à la fois par les autorités contre Marc Cheynet, dit « Marc Cheynet de Beaupré » et par ce dernier contre des journalistes.

### Actions intentées pour les autorités
Le code pénal dispose en son article 322 que la destruction, la dégradation ou la détérioration d'un registre, d'une minute ou d'un acte original de l'autorité publique est punie de trois ans d'emprisonnement et de 45 000 euros d'amende.
Le conseil général de l'Ardèche porte plainte contre Marc Cheynet. Le tribunal correctionnel de Privas le relaxe en décembre 2015 au motif qu'il subsistait « un doute sur la date de commission des faits et donc sur la question de la prescription de l'action publique ».
La falsification d'actes de l'état civil est « établie, comme l'a reconnu le tribunal de Dijon en 2018, et désormais étayée par un dossier solide »,.

### Actions intentées par l'intéressé

#### Contre Éric Mension-Rigau
Marc Cheynet, dit « Marc Cheynet de Beaupré », poursuit en diffamation l'historien Éric Mension-Rigau après la publication en 2019 de son livre Enquête sur la noblesse - la permanence aristocratique. En juin 2021, Marc Cheynet perd son procès, le tribunal ne reconnaissant pas la diffamation.
Dans son jugement publié le 28 septembre 2022, la cour d’appel a, comme en première instance, débouté le plaignant et l'a condamné aux entiers dépens ainsi qu'à 4 500 € de dédommagements.

#### Contre le magazine Marianne et Guillaume de Morant
Marc Cheynet poursuit également pour diffamation le journaliste du magazine Marianne, Guillaume de Morant, après la publication en 2018 d'un article démontrant les faits délictuels. Le 20 octobre 2021, la cour d'appel de Paris confirme sa relaxe en première instance.

#### Contre Wikipédia et Wikimédia
Marc Cheynet, dit « Marc Cheynet de Beaupré », poursuit l'association Wikimédia France ainsi que Wikimédia monde. Dans son ordonnance de référé rendue le 15 octobre 2020, le tribunal judiciaire de Paris a débouté la partie civile et l'a condamnée aux dépens.

#### Contre L'association pour la défense du patronyme Cheynet
Marc Cheynet a poursuivi l'association pour la défense du patronyme Cheynet en diffamation devant le tribunal de Dijon. Il a été débouté de sa demande et le tribunal a reconnu le sérieux de l'enquête exposée sur leur site web.
Marc Cheynet poursuit l'Association pour la défense du patronyme Cheynet pour atteinte à la vie privée devant le tribunal judiciaire de Paris. L'intérêt historique du site web a été reconnu et n'a pas été fermé. Marc Cheynet poursuit sa procédure en première instance.

## Pour approfondir